# آنتونیو ریتزولو
آنتونیو ریتزولو (انگلیسی: Antonio Rizzolo؛ زادهٔ ۲۲ آوریل ۱۹۶۹) بازیکن فوتبال اهل ایتالیا است.
از باشگاه‌هایی که در آن بازی کرده‌است می‌توان به باشگاه ورزشی لاتزیو، باشگاه فوتبال آسکولی، باشگاه فوتبال لچه، باشگاه فوتبال آلباسته بالومپیه، باشگاه فوتبال پادوا، باشگاه فوتبال لاتینا، باشگاه فوتبال رجانا، باشگاه فوتبال دلفینو پسکارا، باشگاه فوتبال آتالانتا، باشگاه فوتبال پیزا، باشگاه فوتبال آولینو، باشگاه فوتبال پالرمو، و باشگاه فوتبال ترنانا اشاره کرد.
وی همچنین در تیم ملی فوتبال زیر ۲۱ سال ایتالیا بازی کرده‌است.